# Industriellt rättsskydd
Det industriella rättsskyddet är ett samlingsnamn för de olika immaterialrätter som huvudsakligen skyddar kommersiella intressen; främst patent, varumärken och design. Det industriella rättsskyddet åtskiljs framförallt från upphovsrätten, som är den immaterialrätt som historiskt sett huvudsakligen har skyddat upphovsmannens intellektuella egendom. I modern tid har emellertid även upphovsrätten kommit att få ett allt mer betydande kommersiellt värde.